# РГ-1 «Поршень»
РГ-1 «Поршень» — український самозарядний гранатомет 30-мм калібру. Призначений для ураження живої сили, вогневих точок та легкоброньованих цілей противника.

## Історія
На початку 1990-х років українське оборонне відомство ухвалило рішення щодо початку розробки нового легкого багатозарядного гранатомета під назвою «Поршень», який дозволив би різко підвищити вогневу міць піхотного підрозділу на рівні взводу, та доручило її Виробничому об'єднанню «Південному машинобудівному заводу».

## Опис
В ручному гранатометі РГ-1 «Поршень» не передбачений автоматичний вогонь, але у ньому забезпечено достатньо високий темп стрільби — 30 пострілів за хвилину. Маса зброї дозволяє перенесення та здійснення усіх необхідних при стрільбі маніпуляцій одним солдатом. Гранатометник, озброєний РГ-1, зможе надійно уразити противника, який знаходиться в укритті, не давши йому можливості зреагувати та покинути обстрілювану позицію після першого пострілу.
Основною складовою проекту «Поршень» є розробка боєприпасів для гранатомета. Для вирішення цієї задачі до проекту було залучене ДП «Павлоградський механічний завод», спеціалістами якого розроблено три типи пострілів для РГ-1 калібру 30 мм: осколковий — для ураження живої сили; кумулятивний — для стрільби по легкоброньованих цілях і, так званий, практичний постріл, для проведення навчальних стрільб. Крім того в РГ-1 можуть використовуватися постріли ВОГ-17, наявні на озброєнні. Спектр боєприпасів для РГ-1 може бути розширений, включивши в себе димові гранати чи гранати «несмертельної» дії, споряджені сльозогінним газом.
Зовні напівавтоматичний гранатомет РГ-1 «Поршень» нагадує штурмову гвинтівку з рукояткою для переноски на верхній частині ствольної коробки. Стволи для дослідних зразків РГ-1 були виготовлені в колишньому ДП «Науково-технічний центр артилерійсько-стрілецьких озброєнь». Від основи до середини ствол РГ-1 має ряд циліндричних стовщень для кращого охолодження при стрільби, він також оснащений масивним полум'ягасником-компенсатором. В основі ствола кріпляться складні сошки. Що стосується принципу дії автоматики гранатомета, інформації про це поки немає.

## Використання
Гранатомет проходив випробування у 79-й десантно-штурмовій бригаді під час війни на сході України.